# Sericopelma upala
Sericopelma upala é uma espécie de aranha pertencente à família Theraphosidae (tarântulas).